# Bellona Fossae (quadrangle)

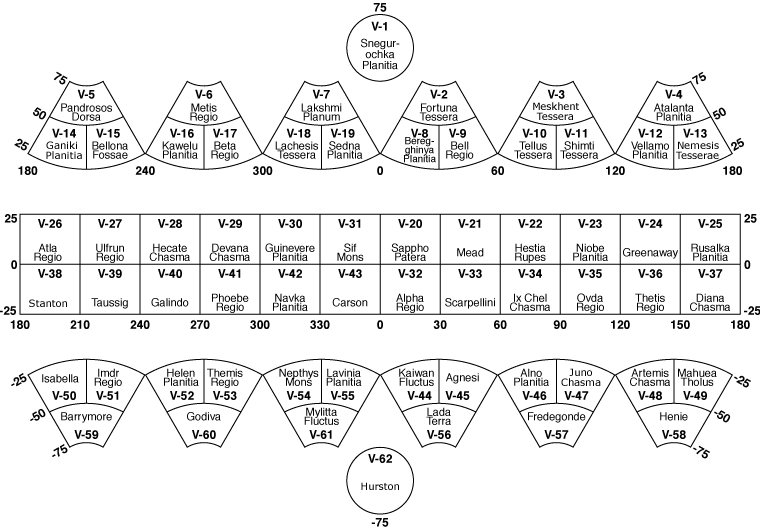
Quadrangles op Venus op schaal 1 : 5.000.000

Bellona Fossae (V–15; breedtegraad 25°–50° N, lengtegraad 210°–240° E) is een quadrangle op de planeet Venus. Het is een van de 62 quadrangles op schaal 1 : 5.000.000. Het quadrangle werd genoemd naar de gelijknamige fossae die op hun beurt werden genoemd naar Bellona, de Romeinse godin van de krijgskunst.
Bellona Fossae beslaat ongeveer 5 miljoen vierkante kilometer van de noordelijke laaglanden van Venus, en omvat de Bellona Fossae en Fee Fossae-breuksystemen van de westelijke Kawelu Planitia en de noordelijke Ulfrun Regio, samen met een boogvormige keten van tektonische coronae (zoals Ki en Tituba Coronae). Het quadrangle wordt gedomineerd door relatief karakterloze regionale vlaktes en verschillende centra van gelobde vlaktes (zoals Uzume Fluctus), waarschijnlijk lavastroomvelden. Geïsoleerde stukken tessera-terrein zijn beperkt tot de oostelijke en zuidwestelijke randen van het quadrangle. Relatief kleine vlaktes, berggordels, geribbelde vlaktes en donkere vlaktes zijn verspreid over het quadrangle, met slechts een paar inslagkraters en de bijbehorende ejecta en door de inslag geïnduceerde stromen (zoals bij de Mumtaz-Mahal-krater). Gevolgen van tektonische activiteit zijn zichtbaar in de noord-zuid-georiënteerde graben en lijnen van Fea Fossae die zowel regionale als gelobde vlaktes doorsnijden en het hoogste reliëf bepalen in het quadrangle.

## Geologische structuren in Bellona Fossae
Colles
- Nahete Colles
- Nuliayoq Colles

Coronae
- Ki Corona
- Tituba Corona

Dorsa
- Abe Mango Dorsa
- Iris Dorsa

Fossae
- Arianrod Fossae
- Bellona Fossae
- Fea Fossae
- Yuzut-Arkh Fossae

Fluctus
- Uzume Fluctus

Inslagkraters
- Inga
- Mumtaz-Mahal
- Yerguk
- Yeska

Montes
- Kokyanwuti Mons
- Sakwap-mana Mons
- Sekmet Mons
- Venilia Mons

Paterae
- Bakhtadze Patera
- Mansfield Patera
- Pchilka Patera

Planitiae
- Ganiki Planitia
- Kawelu Planitia

Regiones
- Ulfrun Regio

Tholi
- Cotis Tholus
- Furki Tholus
- Mentha Tholus
- Wurunsemu Tholus